# Herb gminy Grajewo
Herb gminy Grajewo – symbol gminy Grajewo.

## Wygląd i symbolika
Herb przedstawia na tarczy dzielonej z lewa w skos w polu górnym czerwonym srebrną lilię heraldyczną (nawiązanie do rodu Grajewskich herbu Gozdawa), natomiast w polu dolnym błękitnym złotego żurawia, symbol miejscowej przyrody. 